# ACOT8
ACOT8 (англ. Acyl-CoA thioesterase 8) – білок, який кодується однойменним геном, розташованим у людей на короткому плечі 20-ї хромосоми. Довжина поліпептидного ланцюга білка становить 319 амінокислот, а молекулярна маса — 35 914.
| 10         |  | 20         |  | 30         |  | 40         |  | 50         |
| ---------- |  | ---------- |  | ---------- |  | ---------- |  | ---------- |
| MSSPQAPEDG |  | QGCGDRGDPP |  | GDLRSVLVTT |  | VLNLEPLDED |  | LFRGRHYWVP |
| AKRLFGGQIV |  | GQALVAAAKS |  | VSEDVHVHSL |  | HCYFVRAGDP |  | KLPVLYQVER |
| TRTGSSFSVR |  | SVKAVQHGKP |  | IFICQASFQQ |  | AQPSPMQHQF |  | SMPTVPPPEE |
| LLDCETLIDQ |  | YLRDPNLQKR |  | YPLALNRIAA |  | QEVPIEIKPV |  | NPSPLSQLQR |
| MEPKQMFWVR |  | ARGYIGEGDM |  | KMHCCVAAYI |  | SDYAFLGTAL |  | LPHQWQHKVH |
| FMVSLDHSMW |  | FHAPFRADHW |  | MLYECESPWA |  | GGSRGLVHGR |  | LWRQDGVLAV |
| TCAQEGVIRV |  | KPQVSESKL  |  |            |  |            |  |            |

A: Аланін

C: Цистеїн

D: Аспарагінова кислота

E: Глутамінова кислота

F: Фенілаланін

G: Гліцин

H: Гістидин

I: Ізолейцин

K: Лізин

L: Лейцин

M: Метіонін

N: Аспарагін

P: Пролін

Q: Глутамін

R: Аргінін

S: Серин

T: Треонін

V: Валін

W: Триптофан

Кодований геном білок за функціями належить до гідролаз, серинових естераз. 
Задіяний у такому біологічному процесі, як взаємодія хазяїн-вірус. 
Локалізований у цитоплазмі, пероксисомах.